# Кафедра теоретичної ядерної фізики та вищої математики ім. О. І. Ахієзера
Кафедра теоретичної ядерної фізики та вищої математики імені О. І. Ахієзера (або просто теоркафедра) — одна з чотирьох кафедр фізико-технічного факультету ХНУ ім. В. Н. Каразіна. Незважаючи на назву, викладачі й студанти кафедри займаються не лише теоретичною ядерною фізикою, але й іншими галузями теорфізики — фізикою плазми, надплинністю, теорією твердого тіла, гравітацією, астрофізикою, квантовою електродинамікою, елемантарними частинками. Водночас, присутність математики в назві кафедри вказує лише на те, що кафедра відповідальна за викладання математичних дисциплін на фізико-технічному факультеті, але студенти кафедри не спеціалізуються в математиці й не обирають математичних тем дипломних робіт.
Кафедра була створена 1933 року як кафедра теоретичної фізики на фізико-математичному факультеті Харківського університету. Після створення фізико-технічного факультету 1962 року кафедра увійшла до його складу. 2011 року кафедрі присвоєно ім'я О. І. Ахієзера, академіка НАН України, учня Ландау, який керував кафедрою в 1940—1973 роках.

## Історія
Сучасна кафедра теоретичної ядерної фізики та вищої математики імені О. І. Ахієзера є спадкоємицею кафедри теоретичної фізики, створеної 1933 року у складі фізико-математичного факультету Харківського державного університету. В 1930-ті роки кафедра працювала під проводом Льва Ландау та його учнів. Від 1933 до 1935 роки кафедрою керукав Лев Розенкевич, який одночасно працював в теоретичному відділі УФТІ під керівництвом Ландау. 1937 року Розенкевич був розстріляний НКВС за Справа УФТІ. Від 1935 до 1940 року кафедрою завідував Леонід П'ятигорський, аспірант Ландау. Сам Ландау був профессором кафедри, читав курс загальної фізики. Саме тоді, в УФТІ та ХДУ, Ландау розпочав реалізацію своїх задумів зі створення «Курсу теоретичної фізики» та реорганізації підготовки фізиків-теоретиків. Разом з П'ятигорським Ландау написав «Механіку», перший том Курсу (пізніше, після розриву з"" П'ятигорським, перевидав її з Євгенієм Ліфшицем). З Ліфшицем Ландау працював над «Термодинамікою». Ландау, Ліфшиць та Розенкевич разом видали «Задачі з теоретичної механіки». Ландау розробив перші програми викладання курсів теоретичної фізики на теоркафедрі. Викладаючи на кафедрі, Ландау, Розенкевич, П'ятигорський продловжували водночас активно займатися наукою в УФТІ. Саме тоді в Харкові закладувалися підвалини «фізтехівської системи освіти», яка включає викладання предметів провідними науковцями та активне залучення студентів до науково-дослідної роботи, зокрема в НДІ за межами університету.
1940 року завідувачем кафедри став Олександр Ілліч Ахієзер, також учень Ландау. На той час Ландау вже поїхав з Харкова, рятуючись від НКВС, і більшість його починань реалізовувалася вже під керівництвом Ахієзера. 1948 року для підготовки фахівців з ядерної фізики в складі фізико-математичному факультеті було створено закрите спеціальне відділення з ядерної фізики. 1951 року кафедра теоретичної фізики була транформована в закриту кафедру теоретичної ядерної фізики, а Ахієзер залишився її керівником. У 1955—1956 навчальному році кафедра теоретичної ядерної фізики вже була відкритою. Ахієзер продовжував нею керувати аж до 1973 року.
Потім кафедрою керували доцент Ю. О. Кірочкін (1973—1979), професор Ю. А. Бережной (1979—2010) та професор В. Д. Ходусов (2010—2019). 25 лютого 2011 року рішенням Вченої ради університету кафедрі було присвоєно ім'я Олександра Ілліча Ахієзера.

## Завідувачі кафедри

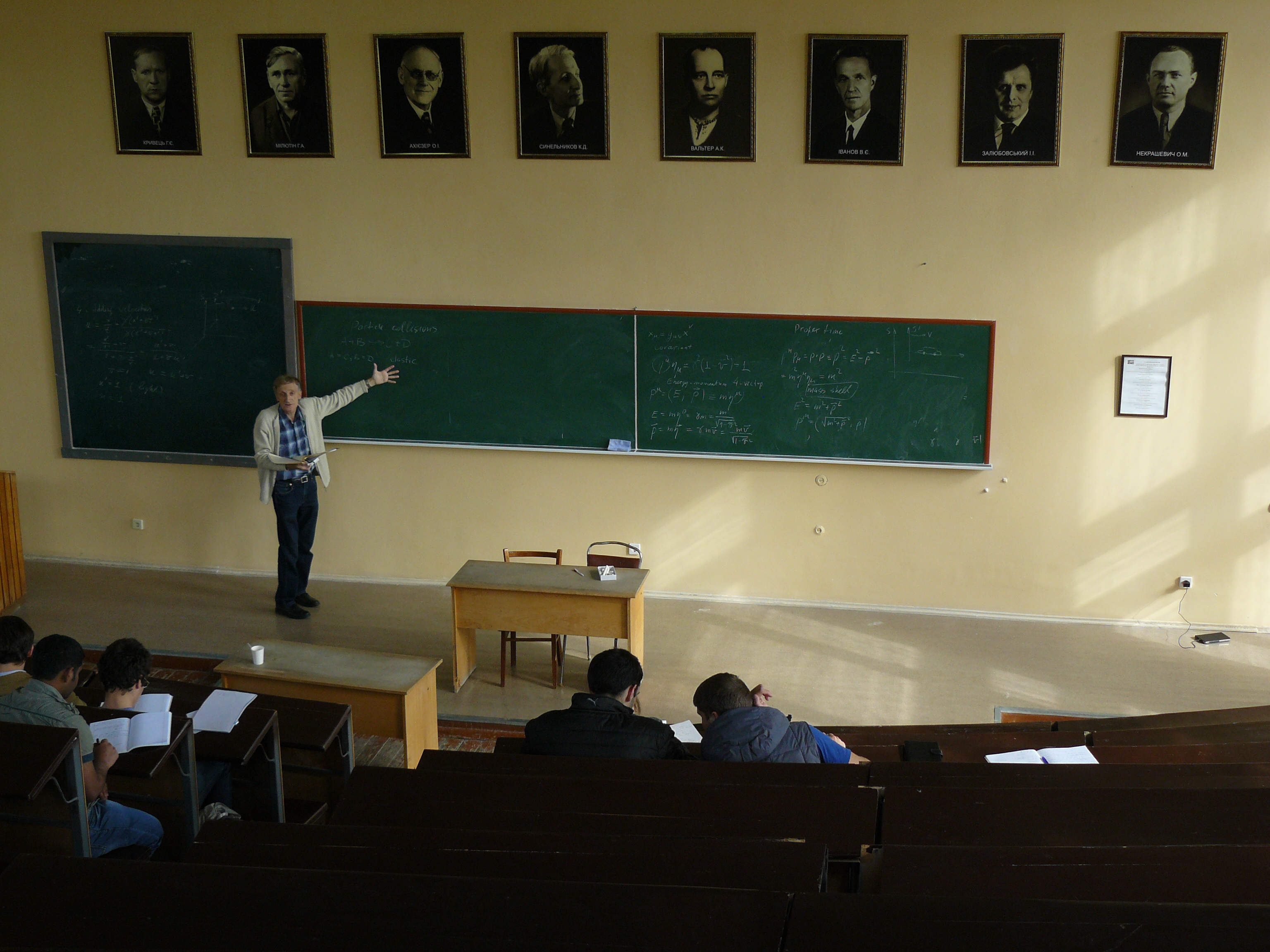
Лекція О. Ю. Корчина з фізики елементарних частинок на 4-му курсі

- Розенкевич Лев Вікторович (1933—1935)
- П'ятигорський Леонід Мойсейович[ru] (1935—1940)
- Ахієзер Олександр Ілліч (1940—1973)
- Кірочкін Юрій Олексійович (1973—1979)
- Бережной Юрій Анатолійович (1979—2010)
- Ходусов Валерій Дмитрович (2010—2019)

## Видатні співробітники та випускники
Лауреат Нобелівської премії 1962 року з фізики Лев Ландау викладав на кафедрі теоретичної фізики в 1930-і роки.

### Академіки
- Ахієзер Олександр Ілліч
- Бакай Олександр Степанович
- Бар'яхтар Віктор Григорович
- Волков Дмитро Васильович
- Пелетмінський Сергій Володимирович
- Шульга Микола Федорович
- Семиноженко Володимир Петрович
- Ситенко Олексій Григорович
- Файнберг Яків Борисович

### Члени-кореспонденти НАН України
- Іванов Борис Олексійович
- Клепіков В'ячеслав Федорович
- Корчин Олександр Юрійович
- Слюсаренко Юрій Вікторович
- Степанов Костянтин Миколайович
- Струтинський Вілен Митрофанович
- Фомін Петро Іванович

### Лауреати Державної премії України в галузі науки і техніки
- Адаменко Ігор Миколайович
- Михайленко Володимир Степанович